# Alexandre Borges
Alexandre Borges Corrêa (Santos, 23 de febrero de 1966) es un actor brasileño.

## Biografía
Estuvo casado con la actriz Júlia Lemmertz desde 1993 , pero se divorció en 2015, con quien tiene un hijo llamado Miguel. Con su exesposa ha grabado seis novelas, una miniserie, una serie, dos especiales, tres temporada de la serie Joana y Marcelo, siete películas y dos obras de teatro.
Integró el grupo de teatro Boi voador, dirigido por Ulysses Cruz con quienes estreno en 1985. Su primer papel en cine llegó en el año 1991 con Paixão Cigana.

## Filmografía

### Televisión
| Año  | Título                                   | Personaje                     |
| ---- | ---------------------------------------- | ----------------------------- |
| 1993 | Guerra sem Fim                           | Cacau                         |
| 1994 | Incidente em Antares                     | Padre Pedro Paulo             |
| 1995 | Engraçadinha: Seus Amores e Seus Pecados | Luís Cláudio                  |
| 1995 | La próxima víctima                       | Bruno Biondi                  |
| 1996 | Quem É Você?                             | Afonso                        |
| 1997 | Zazá                                     | Solano Dumont                 |
| 1998 | Torre de Babel                           | Ronaldo Mendes                |
| 1998 | Pecado Capital                           | Nélio Porto Rico              |
| 1999 | Mulher                                   | João Pedro                    |
| 2000 | A Muralha                                | Don Guilherme Schetz          |
| 2000 | Lazos de familia                         | Danilo Albuquerque            |
| 2001 | As Filhas da Mãe                         | Leonardo Brandão              |
| 2002 | El beso del vampiro                      | Rodrigo                       |
| 2003 | Celebridad                               | Cristiano Reis                |
| 2004 | O Pequeno Alquimista                     | Aderbal                       |
| 2005 | Belíssima                                | Alberto Sabatini              |
| 2007 | Amazônia, de Galvez a Chico Mendes       | José Plácido de Castro        |
| 2007 | Deseo prohibido                          | Dr. Escobar                   |
| 2008 | Três Irmãs                               | Artur Áquila                  |
| 2009 | India, una historia de amor              | Raul Cadore / Humberto Cunha  |
| 2010 | Cuchicheos                               | Jacques Leclair / André Spina |
| 2012 | Avenida Brasil                           | Cadinho - Dudu                |
| 2013 | Além do Horizonte                        | Thomaz Vilar                  |
| 2015 | I Love Paraisópolis                      | Juju (Jurandir)               |
| 2016 | Haja Coração                             | Aparício Abdala Varella       |

### Cine
- 1991 - Paixão Cigana
- 1992 - Sangre, Melodia
- 1993 - Estado de Espírito
- 1994 - Mil y una.... Antônio
- 1996 - Tudo Cheira a Gasolina .... Passageiro
- 1996 - Terra Estrangeira.... Miguel
- 1997 - Mangueira - Amor à Primeira Vista.... Marcelo
- 1997 - Glaura
- 1998 - Traição.... Marido
- 1998 - Amor & Cia..... Machado
- 1999 - Amor que Fica.... Marcelo
- 1999 - Um Copo de Cólera
- 1999 - Até que a Vida nos Separe.... João
- 2000 - Deus Jr.
- 2000 - Bossa Nova.... Acácio
- 2001 - Nelson Gonçalves.... Nelson Gonçalves
- 2001 - Garota do Rio
- 2001 - O Invasor.... Gilberto / Giba
- 2002 - Joana e Marcelo, Amor (Quase) Perfeito.... Marcelo
- 2002 - As Três Marias
- 2003 - Acquária.... Bártok
- 2004 - Pato com Laranja
- 2005 - Nanoilusão
- 2006 - Balada das Duas Mocinhas de Botafogo.... Pai
- 2006 - Zuzu Angel.... Fraga
- 2006 - Gatão de Meia Idade.... Cláudio
- 2008 - Adagio Sostenuto.... José Morelli
- 2008 - Plastic City - Dangkou (original title)....
- 2011 - Retrato Falhado....
- 2012 - Meus Dois Amores....
- 2014 - Getúlio....
- 2015 - Bem Casados....